# Cabrera (Santander)
Cabrera es un municipio colombiano del departamento de Santander ubicado en la provincia de Guanentá. Se sitúa a 127 km de Bucaramanga, y a 350 km de la capital del país, Bogotá. Entre sus atractivos se destacan sus construcciones de arquitectura española, cascadas naturales, balnearios y su iglesia de la Inmaculada Concepción.
Como curiosidad, fue uno de los tres únicos municipios donde el 100% de sus habitantes declararon no tener ninguna pertenecía étnica, junto con  los municipios de Betéitiva en Boyacá y San Benito (Santander).

## Historia
En 1540 llegó a la región el conquistador Martín Galeano, quien estableció la primera encomienda, al mando de don Pedro de Mantilla de los Ríos, encomendero de Bócore. Otro encomendero de la región fue don Bartolomé Hernández, quien unos años después fue juzgado por las autoridades por haber cometido varios abusos contra los indios.
A principios de 1800, en vista de que el lugar estaba bien poblado, los vecinos propusieron iniciar los trámites para que el pueblo fuera erigido en parroquia, desmembrándose así de la parroquia de Barichara, a la cual pertenecían. El 30 de julio de 1807, los señores Luis José Delgado, Rafael y Enrique Núñez, don Juan Ramón y Bonifacio Afanador, entre otros, le dieron poder a don Rafael Tadeo Navarro y Rojas para que iniciara las diligencias conducentes a la erección de la parroquia.

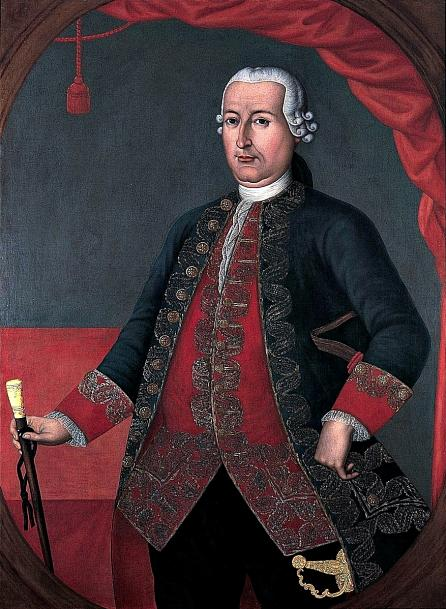
El virrey Antonio José Amar y Borbón firmó el acta que autorizaba la fundación de la Villa de La Cabrera.

El 9 de marzo de 1808 el Promotor Fiscal del Arzobispo dio su visto bueno a la petición. Al día siguiente, el Provisor General, don José Domingo Duquesne, libró el despacho que comisionaba a un presbítero para realizar visita al feligresado de La Cabrera, con el propósito de verificar el cumplimiento de los requisitos para la erección de la Parroquia de Nuestra Señora de la Concepción de La Cabrera. El 5 de julio de 1808, don Rafael Tadeo Navarro se presentó en San Gil para afianzar el cumplimiento de las capitulaciones propuestas por sus poderdantes: el pago de la congrua, edificación de la casa cural, iglesia y cárcel, así como el sostenimiento de las tres cofradías.
Una vez entregada, en la Curia Arquidiocesana, la carta de obligación anterior, el promotor fiscal opinó que ya no existía obstáculo alguno para la erección de la Parroquia. Así, el doctor Duquesne dio, el 23 de agosto de 1808, su auto de erección de la Parroquia de Nuestra Señora de la Inmaculada Concepción de La Cabrera. La confirmación de este auto la dio el 8 de noviembre de 1808 el virrey Antonio José Amar y Borbón. El primer párroco fue Antonio Ayala, quien llegó a posesionarse el 7 de julio del año siguiente.

## Geografía
Cabrera tiene una extensión de 78 km². La temperatura promedio 22 °C, y la altitud es de 980 m s. n. m.

### Límites
- Norte: Barichara
- Sur: El Socorro y Pinchote.
- Oriente: Barichara y San Gil
- Occidente: Galán y Palmar.

## Lugares de interés
- Iglesia de la Inmaculada Concepción: Caracterizada por su fachada de piedra y su altar mayor en madera.
- Alcaldía y casas de arquitectura española.
- La Cueva del Indio: Ubicada en la vereda Cuchillas, aproximadamente a 6 km del casco urbano
- Balneario natural La Charca: Ubicado en la vereda San Pedro, aproximadamente a 4 km del casco urbano.
- Salto del Mico: En límites entre Cabrera y Barichara.
- Caminos Reales: Conducen de Cabrera a Barichara.